# 이서현 (희극인)
이서현(1986년 3월 16일 ~ )은 대한민국의 희극 배우이다.

## 출연작

### 방송
- 개그투나잇 (SBS)